# Melanargia decemocellata
Melanargia decemocellata är en fjärilsart som beskrevs av Delahaye 1908. Melanargia decemocellata ingår i släktet Melanargia och familjen praktfjärilar. Inga underarter finns listade i Catalogue of Life.